# IJshockey op de Olympische Winterspelen 2018
IJshockey is een van de sporten die beoefend werden tijdens de Olympische Winterspelen 2018 in Pyeongchang. De wedstrijden vonden plaats in het Gangneung Hockey Centre en in het Kwandong Hockey Centre.

## Wedstrijdschema
| G | Groepsfase | PL | Plaatsingwedstrijden | PO | Play-offs | KF | Kwartfinales | HF | Halve finales | Brons | Wedstrijd om brons | Goud | Finale |

| Onderdeel | 10 | 11 | 12 | 13 | 14 | 15 | 16 | 17 | 18 | 19 | 20 | 21    | 22   | 23 | 24    | 25   |
| --------- | -- | -- | -- | -- | -- | -- | -- | -- | -- | -- | -- | ----- | ---- | -- | ----- | ---- |
| Mannen    |    |    |    |    | G  | G  | G  | G  | G  |    | PO | KF    |      | HF | Brons | Goud |
| Vrouwen   | G  | G  | G  | G  | G  | G  |    | KF | PL | HF | PL | Brons | Goud |    |       |      |

## Medailles

### Medaillewinnaars
| Onderdeel | Goud | Goud | Zilver | Zilver | Brons | Brons |
| --------- | --- | --- | --- | --- | --- | --- |
| Mannen    | Olympische atleten uit Rusland Sergej Andronov Aleksandr Barabanov Pavel Datsjoek Vladislav Gavrikov Nikita Goesev Michail Grigorenko Jegor Jakovlev Ilja Kabloekov Sergej Kalinin Kirill Kaprizov Bogdan Kiselevitsj Vasili Kosjetsjkin Ilja Kovaltsjoek Alexei Martsjenko Sergei Mozjakin Nikita Nesterov Nikolai Prochorkin Igor Sjestjorkin Vadim Sjipatsjyov Sergej Sjirokov Ilja Sorokin Ivan Telegin Vjatsjeslav Voinov Artjom Zoeb Andrej Zoebarev | Olympische atleten uit Rusland Sergej Andronov Aleksandr Barabanov Pavel Datsjoek Vladislav Gavrikov Nikita Goesev Michail Grigorenko Jegor Jakovlev Ilja Kabloekov Sergej Kalinin Kirill Kaprizov Bogdan Kiselevitsj Vasili Kosjetsjkin Ilja Kovaltsjoek Alexei Martsjenko Sergei Mozjakin Nikita Nesterov Nikolai Prochorkin Igor Sjestjorkin Vadim Sjipatsjyov Sergej Sjirokov Ilja Sorokin Ivan Telegin Vjatsjeslav Voinov Artjom Zoeb Andrej Zoebarev | Duitsland Sinan Akdağ Danny aus den Birken Daryl Boyle Yasin Ehliz Christian Ehrhoff Dennis Endras Gerrit Fauser Marcel Goc Patrick Hager Frank Hördler Dominik Kahun Marcus Kink Björn Krupp Brooks Macek Frank Mauer Jonas Müller Moritz Müller Marcel Noebels Leonhard Pföderl Timo Pielmeier Matthias Plachta Patrick Reimer Felix Schulz Yannic Seidenberg David Wolf       | Duitsland Sinan Akdağ Danny aus den Birken Daryl Boyle Yasin Ehliz Christian Ehrhoff Dennis Endras Gerrit Fauser Marcel Goc Patrick Hager Frank Hördler Dominik Kahun Marcus Kink Björn Krupp Brooks Macek Frank Mauer Jonas Müller Moritz Müller Marcel Noebels Leonhard Pföderl Timo Pielmeier Matthias Plachta Patrick Reimer Felix Schulz Yannic Seidenberg David Wolf       | Canada René Bourque Gilbert Brulé Andrew Ebbett Stefan Elliott Chay Genoway Cody Goloubef Marc-André Gragnani Quinton Howden Chris Kelly Rob Klinkhammer Brandon Kozun Maxim Lapierre Chris Lee Maxim Noreau Eric O’Dell Justin Peters Kevin Poulin Mason Raymond Mat Robinson Derek Roy Ben Scrivens Karl Stollery Christian Thomas Linden Vey Wojtek Wolski | Canada René Bourque Gilbert Brulé Andrew Ebbett Stefan Elliott Chay Genoway Cody Goloubef Marc-André Gragnani Quinton Howden Chris Kelly Rob Klinkhammer Brandon Kozun Maxim Lapierre Chris Lee Maxim Noreau Eric O’Dell Justin Peters Kevin Poulin Mason Raymond Mat Robinson Derek Roy Ben Scrivens Karl Stollery Christian Thomas Linden Vey Wojtek Wolski |
| Vrouwen   | Verenigde Staten Cayla Barnes Kacey Bellamy Hannah Brandt Dani Cameranesi Kendall Coyne Brianna Decker Meghan Duggan Kali Flanagan Nicole Hensley Megan Keller Amanda Kessel Hilary Knight Jocelyne Lamoureux-Davidson Monique Lamoureux-Morando Gigi Marvin Sidney Morin Kelly Pannek Amanda Pelkey Emily Pfalzer Alex Rigsby Maddie Rooney Haley Skarupa Lee Stecklein                                                                                   | Verenigde Staten Cayla Barnes Kacey Bellamy Hannah Brandt Dani Cameranesi Kendall Coyne Brianna Decker Meghan Duggan Kali Flanagan Nicole Hensley Megan Keller Amanda Kessel Hilary Knight Jocelyne Lamoureux-Davidson Monique Lamoureux-Morando Gigi Marvin Sidney Morin Kelly Pannek Amanda Pelkey Emily Pfalzer Alex Rigsby Maddie Rooney Haley Skarupa Lee Stecklein                                                                                   | Canada Meghan Agosta Bailey Bram Emily Clark Mélodie Daoust Ann-Renée Desbiens Renata Fast Laura Fortino Haley Irwin Brianne Jenner Rebecca Johnston Geneviève Lacasse Brigette Lacquette Jocelyne Larocque Meaghan Mikkelson Sarah Nurse Marie-Philip Poulin Lauriane Rougeau Jillian Saulnier Natalie Spooner Laura Stacey Shannon Szabados Blayre Turnbull Jennifer Wakefield | Canada Meghan Agosta Bailey Bram Emily Clark Mélodie Daoust Ann-Renée Desbiens Renata Fast Laura Fortino Haley Irwin Brianne Jenner Rebecca Johnston Geneviève Lacasse Brigette Lacquette Jocelyne Larocque Meaghan Mikkelson Sarah Nurse Marie-Philip Poulin Lauriane Rougeau Jillian Saulnier Natalie Spooner Laura Stacey Shannon Szabados Blayre Turnbull Jennifer Wakefield | Finland Sanni Hakala Jenni Hiirikoski Venla Hovi Mira Jalosuo Michelle Karvinen Rosa Lindstedt Petra Nieminen Tanja Niskanen Emma Nuutinen Isa Rahunen Meeri Räisänen Annina Rajahuhta Noora Räty Saila Saari Sara Säkkinen Ronja Savolainen Eveliina Suonpää Susanna Tapani Noora Tulus Minnamari Tuominen Riikka Välilä Linda Välimäki Ella Viitasuo        | Finland Sanni Hakala Jenni Hiirikoski Venla Hovi Mira Jalosuo Michelle Karvinen Rosa Lindstedt Petra Nieminen Tanja Niskanen Emma Nuutinen Isa Rahunen Meeri Räisänen Annina Rajahuhta Noora Räty Saila Saari Sara Säkkinen Ronja Savolainen Eveliina Suonpää Susanna Tapani Noora Tulus Minnamari Tuominen Riikka Välilä Linda Välimäki Ella Viitasuo        |

### Medaillespiegel
| Plaats | Land                           | NOC    | Goud | Zilver | Brons | Totaal |
| ------ | ------------------------------ | ------ | ---- | ------ | ----- | ------ |
| 1      | Olympische atleten uit Rusland | OAR    | 1    | 0      | 0     | 1      |
| "      | Verenigde Staten               | USA    | 1    | 0      | 0     | 1      |
| 3      | Canada                         | CAN    | 0    | 1      | 1     | 2      |
| 4      | Duitsland                      | OAR    | 0    | 1      | 0     | 1      |
| 5      | Finland                        | OAR    | 0    | 0      | 1     | 1      |
| Totaal | Totaal                         | Totaal | 2    | 2      | 2     | 6      |

## Kwalificatie

### Mannen

#### Gekwalificeerde landen
| Evenement                      | Datum                      | Locatie          | Plaatsen | Gekwalificeerden                                                                                     |
| ------------------------------ | -------------------------- | ---------------- | -------- | --- |
| Gastland                       | 19 september 2014          | Tenerife         | 1        | Zuid-Korea                                                                                           |
| IIHF wereldranglijst 2015      | 2 april 2012 – 17 mei 2015 | Praag en Ostrava | 8        | Zweden Finland Canada Olympische atleten uit Rusland Verenigde Staten Tsjechië Zwitserland Slowakije |
| Olympisch kwalificatietoernooi | 1–4 september 2016         | Minsk            | 1        | Slovenië                                                                                             |
| Olympisch kwalificatietoernooi | 1–4 september 2016         | Riga             | 1        | Duitsland                                                                                            |
| Olympisch kwalificatietoernooi | 1–4 september 2016         | Oslo             | 1        | Noorwegen                                                                                            |
| Totaal                         |                            |                  | 12       | |

#### IIHF wereldranglijst
Voor directe kwalificatie, moest een land in de top-8 van de wereldranglijst na afloop van het wereldkampioenschap ijshockey mannen 2015. Gebruikmakend van het puntensysteem van de IIHF wereldranglijst, het laatst jaar telde voor 100% mee, 2014 voor 75%, 2013 voor 50% en 2012 voor 25%. Landen die wilden deelnemen moesten dit kenbaar maken voor april 2015.
Puntenverdeling
| Plaats | 1    | 2    | 3    | 4    | 5    | 6    | 7    | 8    | 9   | 10  | 11  | 12  | 13  | 14  | 15  | 16  | 17  | 18  | 19  | 20  | ... |
| Punten | 1200 | 1160 | 1120 | 1100 | 1060 | 1040 | 1020 | 1000 | 960 | 940 | 920 | 900 | 880 | 860 | 840 | 820 | 800 | 780 | 760 | 740 | ... |

|  | Directe kwalificatie Olympisch toernooi |
|  | Kwalificatie OKT                        |
|  | Kwalificatie Pre-OKT II                 |
|  | Kwalificatie Pre-OKT I                  |

| Rang | Team                           | WK 2015 | WK 2014 | OS 2014 | WK 2013 | WK 2012 | Totaal |
| ---- | ------------------------------ | ------- | ------- | ------- | ------- | ------- | ------ |
| 1    | Canada                         | 1200    | 795     | 900     | 530     | 265     | 3690   |
| 2    | Olympische atleten uit Rusland | 1160    | 900     | 795     | 520     | 300     | 3675   |
| 3    | Zweden                         | 1060    | 840     | 870     | 600     | 260     | 3630   |
| 4    | Finland                        | 1040    | 870     | 840     | 550     | 275     | 3575   |
| 5    | Verenigde Staten               | 1120    | 780     | 825     | 560     | 255     | 3540   |
| 6    | Tsjechië                       | 1100    | 825     | 780     | 510     | 280     | 3495   |
| 7    | Zwitserland                    | 1000    | 705     | 720     | 580     | 230     | 3235   |
| 8    | Slowakije                      | 960     | 720     | 690     | 500     | 290     | 3160   |
| 9    | Wit-Rusland                    | 1020    | 765     | 645     | 430     | 215     | 3075   |
| 10   | Letland                        | 880     | 690     | 750     | 460     | 235     | 3015   |
| 11   | Noorwegen                      | 920     | 675     | 675     | 470     | 250     | 2990   |
| 12   | Frankrijk                      | 900     | 750     | 600     | 440     | 240     | 2930   |
| 13   | Duitsland                      | 940     | 645     | 630     | 480     | 225     | 2920   |
| 14   | Slovenië                       | 820     | 600     | 765     | 410     | 200     | 2795   |
| 15   | Denemarken                     | 860     | 660     | 585     | 450     | 220     | 2775   |
| 16   | Oostenrijk                     | 840     | 585     | 705     | 420     | 195     | 2745   |
| 17   | Kazachstan                     | 800     | 615     | 660     | 400     | 205     | 2680   |
| 18   | Italië                         | 720     | 630     | 615     | 390     | 210     | 2565   |
| 19   | Hongarije                      | 780     | 540     | 525     | 380     | 190     | 2415   |
| 20   | Japan                          | 740     | 570     | 480     | 370     | 185     | 2345   |
| 21   | Oekraïne                       | 700     | 555     | 540     | 340     | 175     | 2310   |
| 22   | Polen                          | 760     | 510     | 510     | 330     | 165     | 2275   |
| Gast | Zuid-Korea                     | 680     | 525     | 495     | 360     | 170     | 2230   |
| 23   | Groot-Brittannië               | 660     | 465     | 570     | 350     | 180     | 2225   |
| 24   | Nederland                      | 580     | 450     | 555     | 320     | 160     | 2065   |
| 25   | Litouwen                       | 640     | 480     | 465     | 300     | 150     | 2035   |
| 26   | Kroatië                        | 620     | 495     | 405     | 280     | 130     | 1930   |
| 27   | Roemenië                       | 560     | 435     | 435     | 310     | 155     | 1895   |
| 28   | Estland                        | 600     | 420     | 420     | 290     | 140     | 1870   |
| 29   | Servië                         | 520     | 390     | 375     | 240     | 120     | 1645   |
| 30   | Spanje                         | 500     | 330     | 450     | 230     | 135     | 1645   |
| 31   | Mexico                         | 400     | 315     | 390     | 200     | 95      | 1400   |
| 32   | Israël                         | 360     | 345     | 360     | 220     | 90      | 1375   |
|      | België                         | 540     | 360     | 0       | 270     | 110     | 1280   |
| 33   | IJsland                        | 480     | 405     | 0       | 260     | 125     | 1270   |
|      | Australië                      | 460     | 375     | 0       | 250     | 145     | 1230   |
|      | Nieuw-Zeeland                  | 420     | 300     | 0       | 210     | 115     | 1045   |
| 34   | China                          | 440     | 285     | 0       | 190     | 105     | 1020   |
| 35   | Bulgarije                      | 380     | 240     | 0       | 170     | 100     | 890    |
|      | Zuid-Afrika                    | 340     | 270     | 0       | 160     | 85      | 855    |
|      | Turkije                        | 300     | 255     | 0       | 180     | 80      | 815    |
|      | Noord-Korea                    | 320     | 225     | 0       | 150     | 75      | 770    |
|      | Luxemburg                      | 280     | 210     | 0       | 140     | 70      | 700    |
|      | Verenigde Arabische Emiraten   | 220     | 180     | 0       | 110     | 0       | 510    |
| 36   | Georgië                        | 240     | 165     | 0       | 90      | 0       | 495    |
|      | Hongkong                       | 260     | 195     | 0       | 0       | 0       | 455    |
|      | Bosnië en Herzegovina          | 200     | 0       | 0       | 0       | 0       | 200    |

### Vrouwen

#### Gekwalificeerde landen
| Evenement                      | Datum                           | Locatie   | Plaatsen | Gekwalificeerden                                                      |
| ------------------------------ | ------------------------------- | --------- | -------- | --------------------------------------------------------------------- |
| Gastland                       | 19 september 2014               | Tenerife  | 1        | Zuid-Korea                                                            |
| IIHF wereldranglijst           | 7 december 2012 – 10 april 2016 | Kamloops  | 5        | Verenigde Staten Canada Finland Olympische atleten uit Rusland Zweden |
| Olympisch kwalificatietoernooi | 9–12 februari 2017              | Arosa     | 1        | Zwitserland                                                           |
| Olympisch kwalificatietoernooi | 9–12 februari 2017              | Tomakomai | 1        | Japan                                                                 |
| Totaal                         |                                 |           | 8        |                                                                       |

#### Puntensysteem
Voor directe kwalificatie, moest een land in de top-8 van de wereldranglijst na afloop van het wereldkampioenschap ijshockey vrouwen 2016. Gebruikmakend van het puntensysteem van de IIHF wereldranglijst, het laatst jaar telde voor 100% mee, 2015 voor 75%, 2013 voor 50% en 2012 voor 25%. Landen die wilden deelnemen moesten dit kenbaar maken in het voorjaar van 2016.
Puntenverdeling
| Plaats | 1    | 2    | 3    | 4    | 5    | 6    | 7    | 8    | 9   | 10  | 11  | 12  | 13  | 14  | 15  | 16  | 17  | 18  | 19  | 20  | ... |
| Punten | 1200 | 1160 | 1120 | 1100 | 1060 | 1040 | 1020 | 1000 | 960 | 940 | 920 | 900 | 880 | 860 | 840 | 820 | 800 | 780 | 760 | 740 | ... |

| 1–5   | Directe kwalificatie Olympisch toernooi |
| 6–11  | Kwalificatie OKT                        |
| 12–17 | Kwalificatie Pre-OKT III                |
| 18–24 | Kwalificatie Pre-OKT II                 |
| 25–27 | Kwalificatie Pre-OKT I                  |

| Seeding | Team                           | WK 2016 | WK 2015 | WK 2014 | OS 2014 | WK 2013 | Total |
| ------- | ------------------------------ | ------- | ------- | ------- | ------- | ------- | ----- |
| 1       | Verenigde Staten               | 1200    | 900     | 580     | 580     | 300     | 3560  |
| 2       | Canada                         | 1160    | 870     | 600     | 600     | 290     | 3520  |
| 3       | Finland                        | 1100    | 840     | 530     | 530     | 275     | 3275  |
| 4       | Olympische atleten uit Rusland | 1120    | 825     | 520     | 520     | 280     | 3265  |
| 5       | Zweden                         | 1060    | 795     | 550     | 550     | 255     | 3210  |
| 6       | Zwitserland                    | 1020    | 780     | 560     | 560     | 260     | 3180  |
| 7       | Japan                          | 1000    | 765     | 500     | 500     | 240     | 3005  |
| 8       | Duitsland                      | 960     | 750     | 510     | 510     | 265     | 2995  |
| 9       | Tsjechië                       | 1040    | 720     | 480     | 480     | 250     | 2970  |
| 10      | Denemarken                     | 900     | 675     | 460     | 470     | 235     | 2740  |
| 11      | Oostenrijk                     | 920     | 705     | 440     | 420     | 225     | 2710  |
| 12      | Frankrijk                      | 940     | 690     | 450     | 410     | 210     | 2700  |
| 13      | Noorwegen                      | 880     | 660     | 470     | 460     | 220     | 2690  |
| 14      | Slowakije                      | 860     | 630     | 430     | 440     | 230     | 2590  |
| 15      | Letland                        | 820     | 645     | 420     | 370     | 215     | 2470  |
| 16      | China                          | 760     | 600     | 410     | 450     | 195     | 2415  |
| 17      | Hongarije                      | 840     | 585     | 400     | 360     | 180     | 2365  |
| 18      | Kazachstan                     | 800     | 540     | 370     | 430     | 190     | 2330  |
| 19      | Nederland                      | 740     | 615     | 390     | 380     | 205     | 2330  |
| 20      | Italië                         | 780     | 570     | 360     | 400     | 175     | 2285  |
| 21      | Groot-Brittannië               | 680     | 525     | 350     | 390     | 185     | 2130  |
| 22      | Polen                          | 720     | 495     | 340     | 350     | 160     | 2065  |
| Host    | Zuid-Korea                     | 700     | 510     | 330     | 320     | 150     | 2010  |
| 23      | Slovenië                       | 640     | 450     | 290     | 340     | 155     | 1875  |
| 24      | Kroatië                        | 620     | 480     | 300     | 310     | 140     | 1850  |
| 25      | Noord-Korea                    | 660     | 555     | 380     | 0       | 200     | 1795  |
| 26      | Spanje                         | 580     | 420     | 280     | 330     | 145     | 1755  |
| 27      | Australië                      | 600     | 390     | 310     | 0       | 170     | 1470  |
| 28      | Nieuw-Zeeland                  | 520     | 465     | 320     | 0       | 165     | 1470  |
| 29      | IJsland                        | 560     | 405     | 270     | 0       | 135     | 1370  |
| 30      | Turkije                        | 500     | 360     | 250     | 0       | 120     | 1230  |
| 31      | Mexico                         | 540     | 435     | 240     | 0       | 0       | 1215  |
| 32      | Zuid-Afrika                    | 440     | 330     | 230     | 0       | 125     | 1125  |
| 33      | Bulgarije                      | 420     | 315     | 220     | 0       | 115     | 1070  |
| 34      | Hongkong                       | 460     | 345     | 210     | 0       | 0       | 1015  |
| 35      | België                         | 0       | 375     | 260     | 0       | 130     | 765   |
| 36      | Roemenië                       | 480     | 0       | 0       | 0       | 0       | 480   |

Antwerpen 1920 · 
Chamonix 1924 · 
St. Moritz 1928 · 
Lake Placid 1932 · 
Garmisch-Partenkirchen 1936 · 
St. Moritz 1948 · 
Oslo 1952 · 
Cortina d'Ampezzo 1956 · 
Squaw Valley 1960 · 
Innsbruck 1964 · 
Grenoble 1968 · 
Sapporo 1972 · 
Innsbruck 1976 · 
Lake Placid 1980 · 
Sarajevo 1984 · 
Calgary 1988 · 
Albertville 1992 · 
Lillehammer 1994 · 
Nagano 1998 · 
Salt Lake City 2002 · 
Turijn 2006 · 
Vancouver 2010 · 
Sotsji 2014 · 
Pyeongchang 2018 · 
Peking 2022

Lijst van olympische medaillewinnaars
Alpineskiën · Biatlon · Bobsleeën · Curling · Freestyleskiën · Kunstrijden · Langlaufen · Noordse combinatie · Rodelen · Schaatsen · Schansspringen · Shorttrack · Skeleton · Snowboarden · IJshockey